# Paradox
En paradox är en oöverenstämmelse mellan vad en teori utsäger och vad sunda förnuftet förväntar. En paradox är en tillämpning av allmänt accepterade och till synes sunda premisser och regler, som leder till oväntade motsägelser eller skenbart orimligt yttrande.
Förekomsten av paradoxer hos en teori är förstås besvärande, men undviks ofta genom att inta positionen, att sunda förnuftet formats av hur saker ser ut att vara, och inte av hur de (egentligen) är, det vill säga till teorins fördel. Exempelvis – Pyrrhus paradoxala yttrande: "En sådan seger till och jag är förlorad".
Paradoxer i de empiriska vetenskaperna orsakas vanligen av att teorierna beskriver extrema beteenden, som inte är vardagsnära och överensstämmer med erfarenheterna från den makrovärld människans tankevärld formats från. 
Paradoxer i de exakta vetenskaperna orsakas vanligen av otillräcklig begreppsutveckling där närliggande begrepp för skilda aspekter sammanfattas i ett enda, av att begrepp givits en olämplig utformning eller av att en teori är ofullständig eller appliceras utanför sitt giltighetsområde. Huruvida en teori är tillämpbar eller ej i en kontext är ofta ett problem i sig. 
Förekomsten av paradoxer hos en teori kan visa på svagheter hos denna teori och paradoxer är därför ständigt en källa till ny forskning. I de empiriska vetenskaperna kan det vara svårt att skilja mellan vad som är verkliga problem med teorin och vad som bara beror på vår perception. Det ligger därför nära till hands att standardmässigt underkänna sunda förnuftets giltighet till förmån för teorins giltighet. Även bland företrädare för de exakta vetenskaperna finns en tendens till liknande lättsinniga attityd. Forskningen får därför oftare inriktningen att förklara paradoxerna än att eliminera dem. För en formell teori gäller stränga krav på motsägelsefrihet (i teorin själv) medan kraven på paradoxfrihet är kraftigt eftersatta.